# Горни Липовик
Горни Липовик (на македонска литературна норма: Горни Липовиќ) е село в югоизточната част на Северна Македония, в община Конче.

## География
Селото е разположено по горното течение на Крива Лъкавица, в югозападната падина на планината Смърдешник, на надморска височина от 740 m. От град Радовиш е отдалечено на 19 km. Землището му е 18 km2, от които гори 1,106,8 ha, обработваемо землище 298,6 ha и пасища 182,3 ha.

## История
Към края XIX век Горни Липовик е чисто българско село, числящо се към Радовишка кааза на Османската империя. Църквата „Свети Георги“ е от 1877 година.
Според статистиката на Васил Кънчов („Македония. Етнография и статистика“) от 1900 година селото има 420 жители, всички българи християни.
В началото на XX век християнските жители на селото са под върховенството на Българската екзархия. По данни на секретаря на екзархията Димитър Мишев („La Macédoine et sa Population Chrétienne“) през 1905 година в Горно Липовик (Gorno-Lipovik) има 584 българи екзархисти.
При избухването на Балканската война в 1912 година 11 души от Липовик (Горни и Долни) са доброволци в Македоно-одринското опълчение.
След Междусъюзническата война в 1913 година селото попада в Сърбия.
Според Димитър Гаджанов в 1916 година в Горни Липовник живеят 13 турци и 398 българи.
В началото на XXI век в селото работи основно училище до IV клас. Църквата „Свети Георги“ е от 1877 година, обновена в по-ново време. Освен нея селото има и параклис „Свети Илия“.
| Година    | 1948 | 1953 | 1961 | 1971 | 1981 | 1991 | 1994 | 2002 |
| --------- | ---- | ---- | ---- | ---- | ---- | ---- | ---- | ---- |
| Население | 407  | 422  | 377  | 439  | 310  | 182  | 176  | 163  |

| Националност | Всичко |
| македонци    | 162    |
| албанци      | 0      |
| турци        | 0      |
| цигани       | 0      |
| власи        | 0      |
| сърби        | 1      |
| бошняци      | 0      |
| други        | 0      |

## Личности
Родени в Горни Липовик
- Васил Николов Липовиклията – Юрука, деец на ВМОРО от Горни или Долни Липовик, умрял в затвора преди 1918 г.[7]